# Östra Onsjö församling
Östra Onsjö församling är en församling i Frosta-Rönnebergs kontrakt i Lunds stift. Församlingen ligger i Eslövs kommun i Skåne län och ingår i Eslövs pastorat.

## Administrativ historik
Församlingen bildades 2002 genom sammanslagning av Stehags församling, Trollenäs församling, Bosarps församling, Västra Strö församling och Billinge församling och församlingen utgjorde därefter till och med 2013 ett eget pastorat. Församlingen ingår från 2014 i Eslövs pastorat.

## Kyrkor

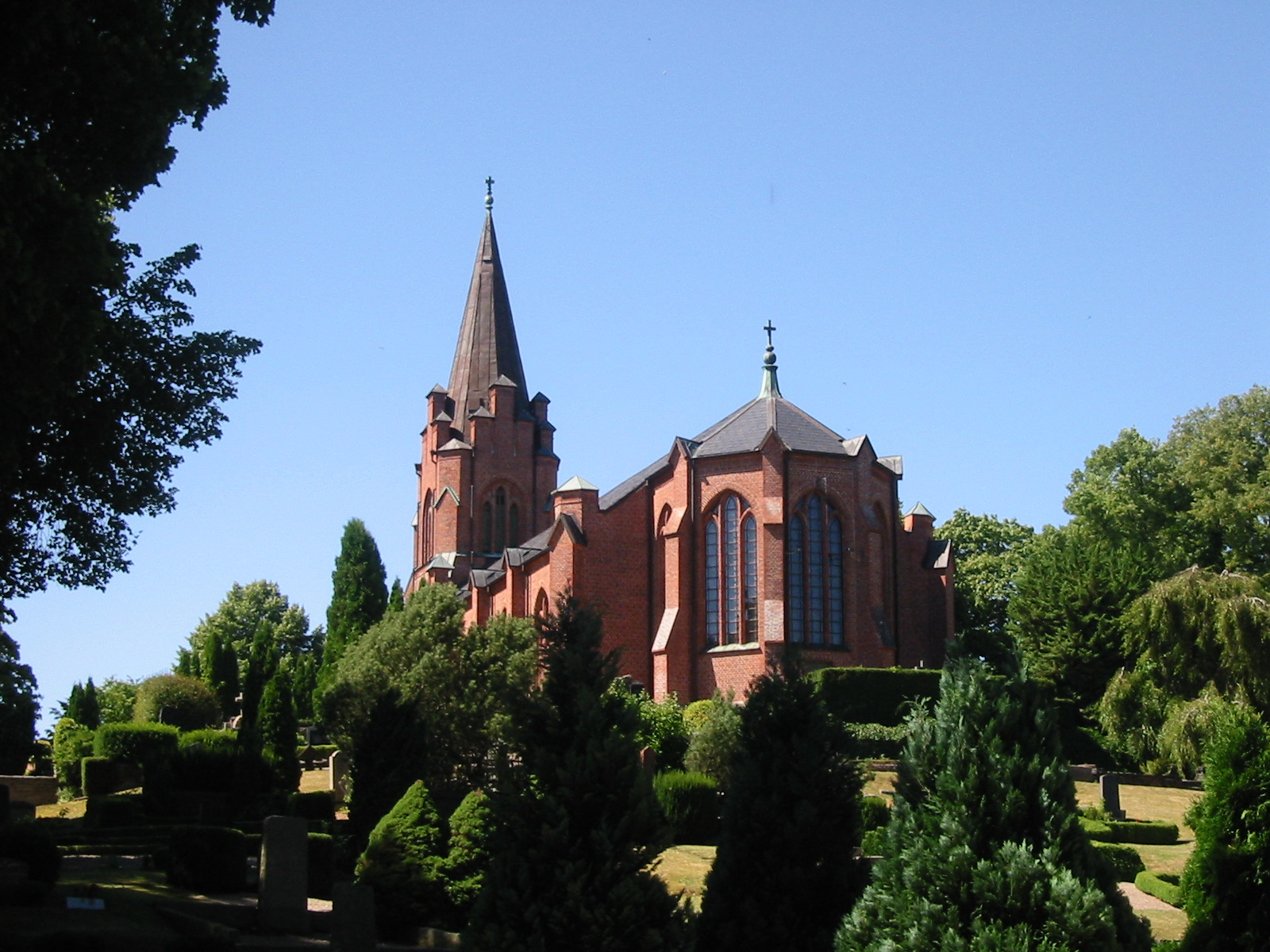
Billinge kyrka
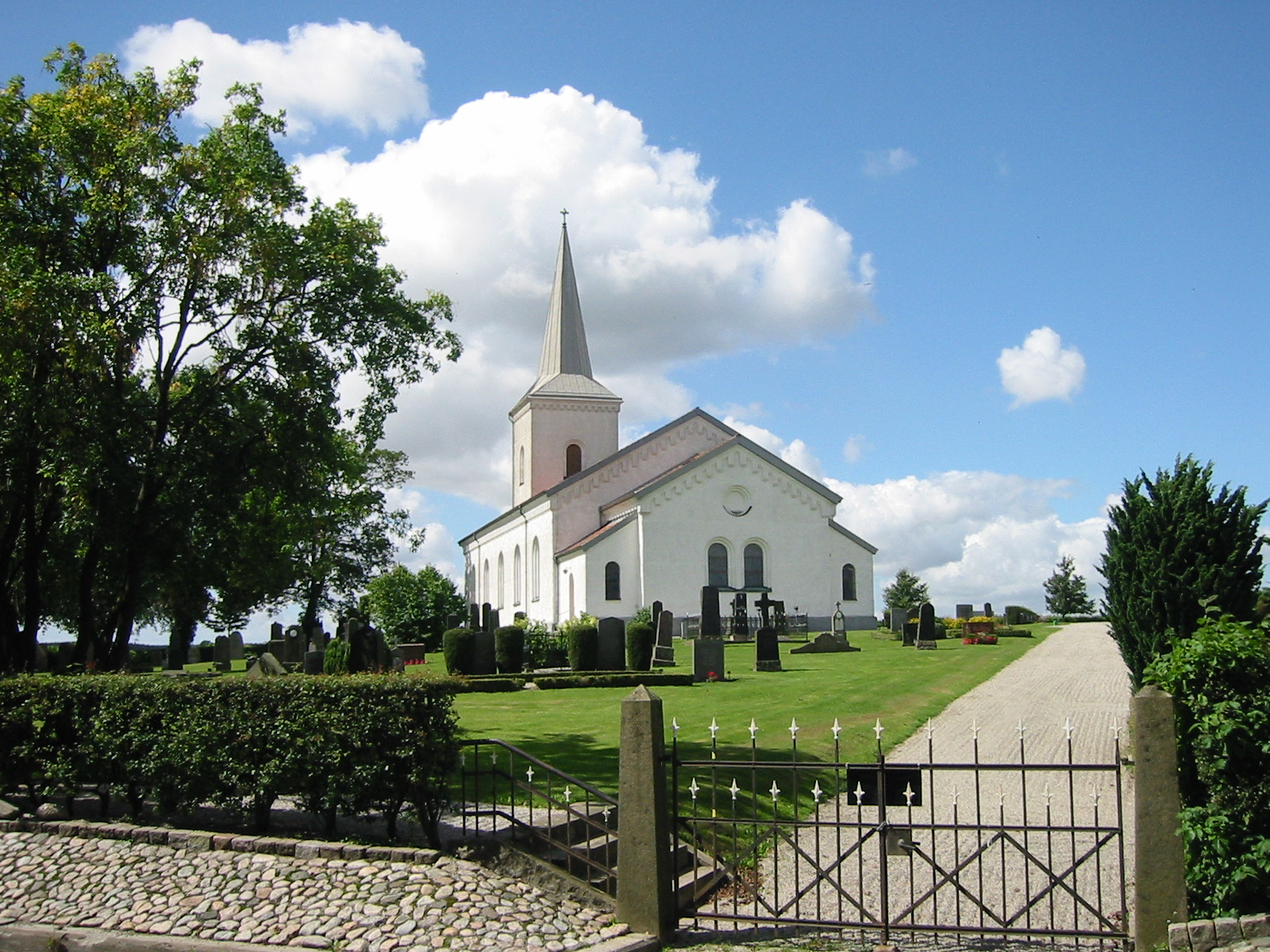
Bosarps kyrka
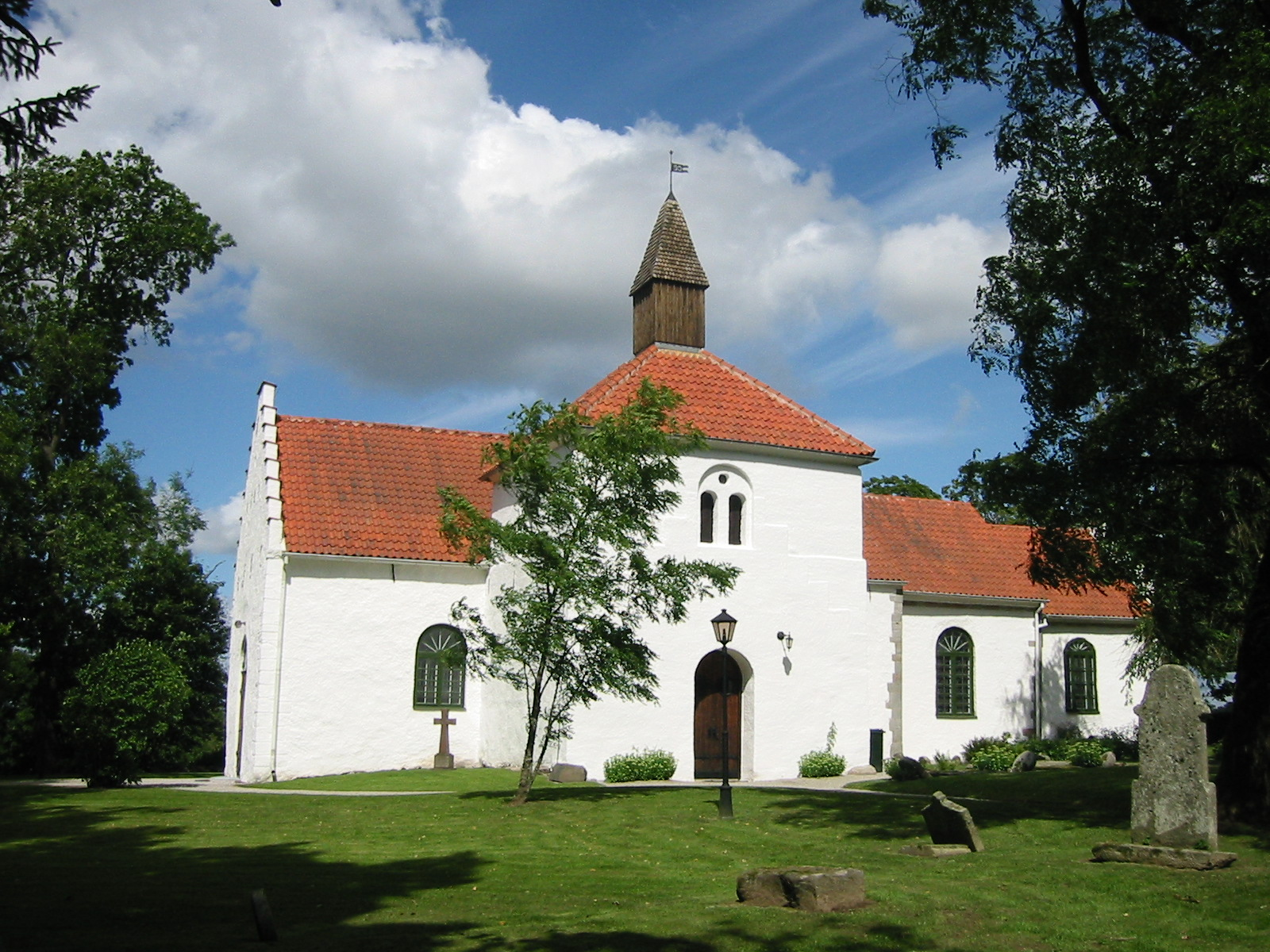
Stehags kyrka
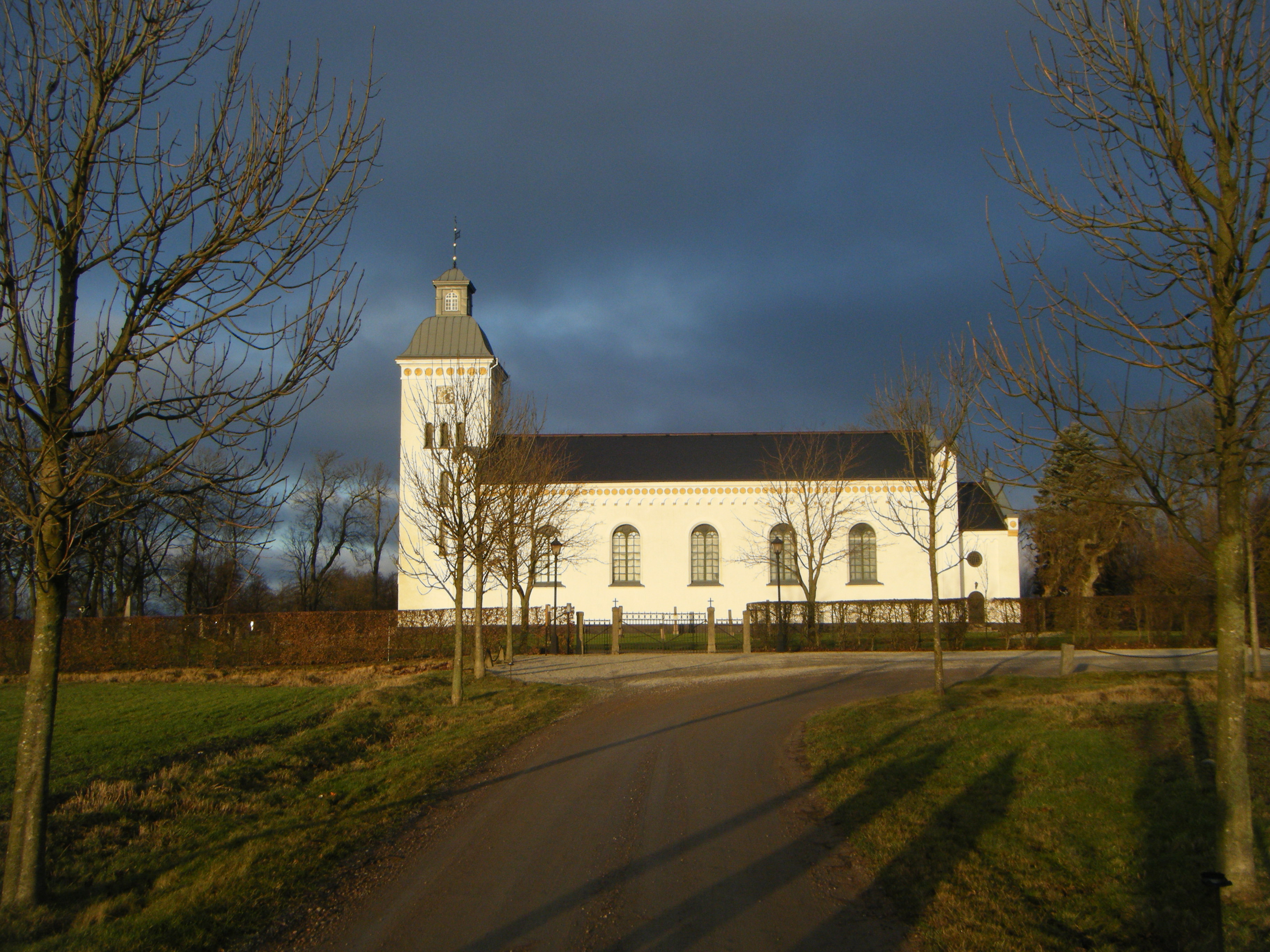
Trollenäs kyrka
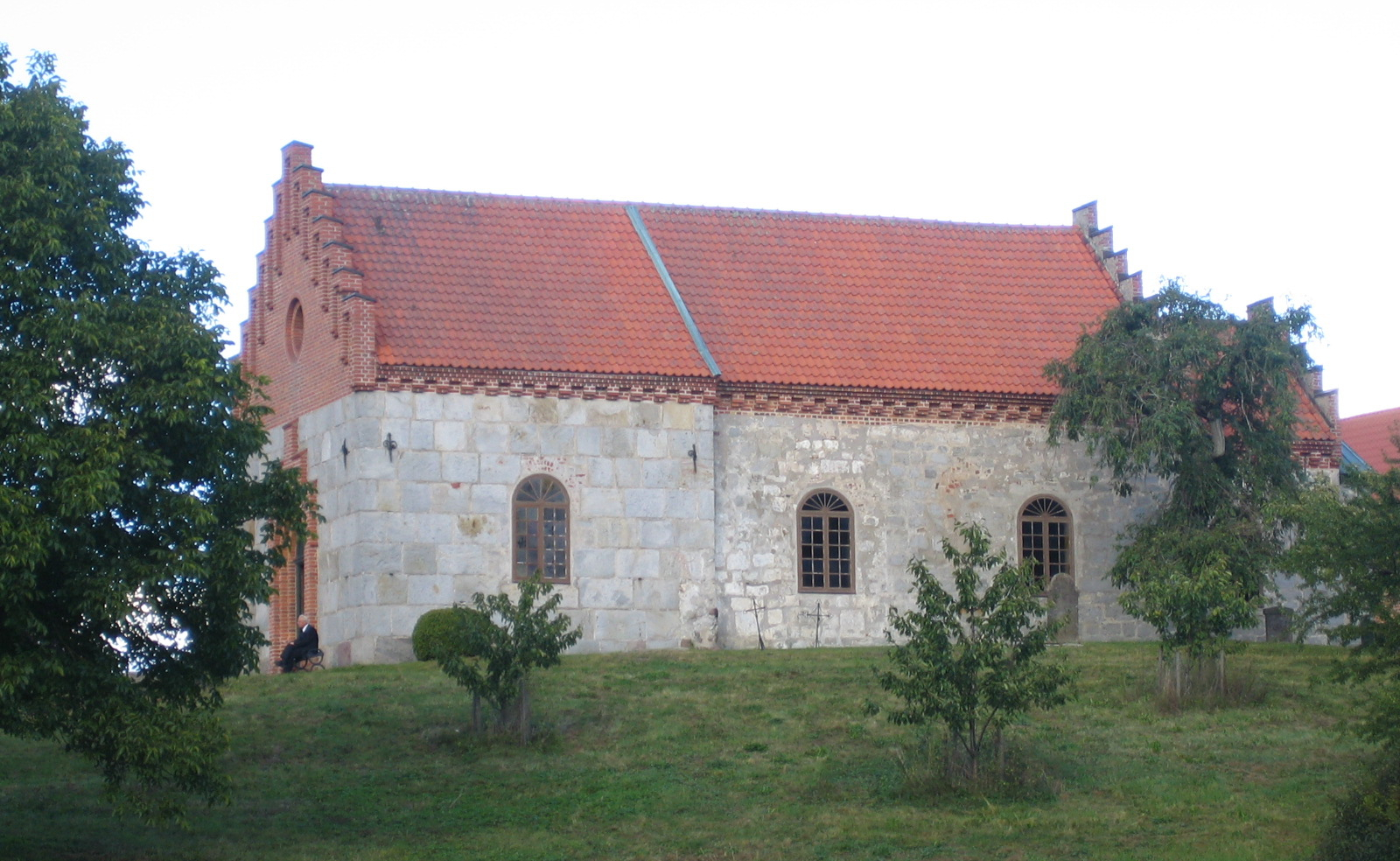
Näs kyrka
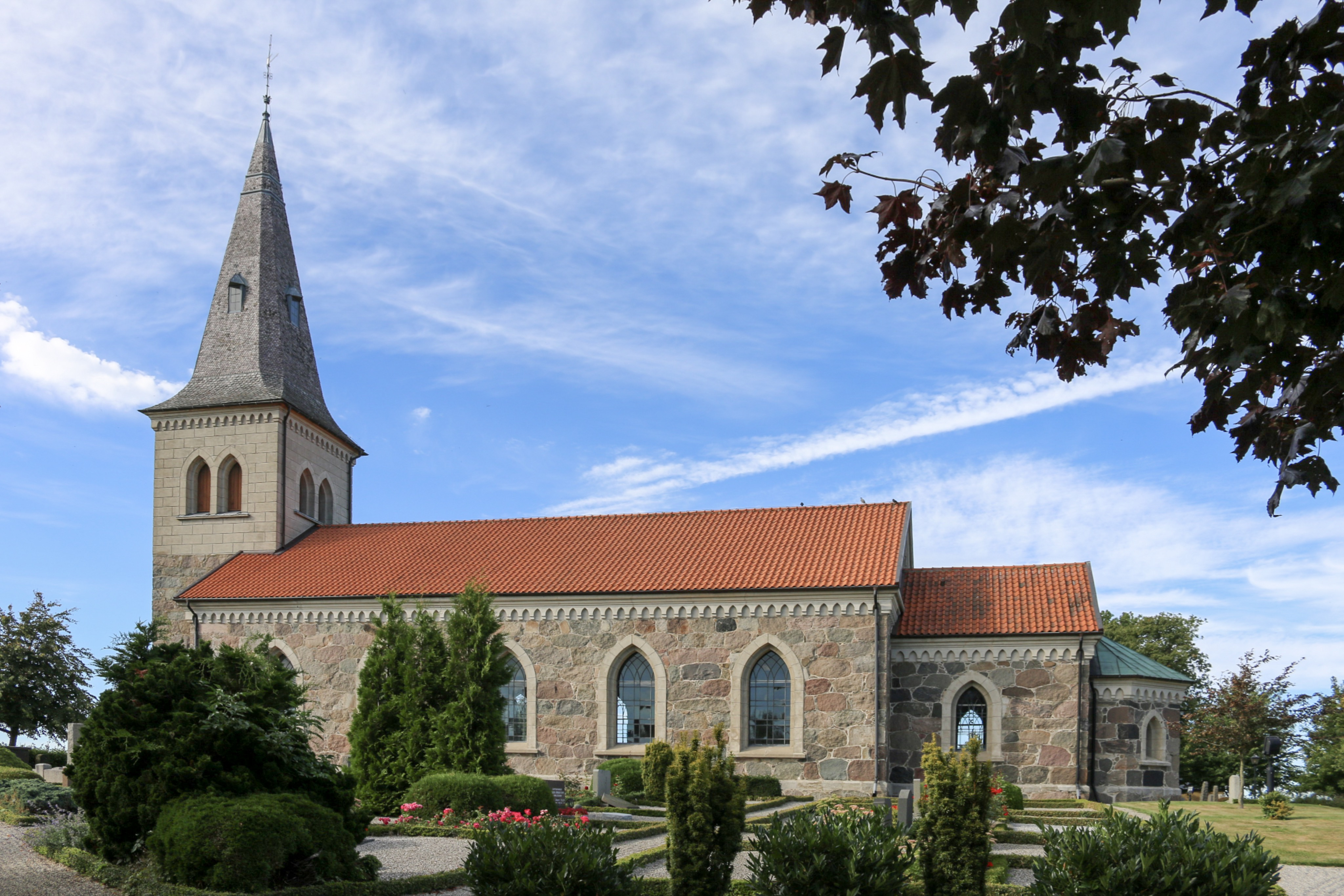
Västra Strö kyrka